# Guillermo VII de Montpelier
Guillermo de Montpellier, Guilhèm VII de Montpellier (occitano), (? - 1172) fue un caballero occitano, señor de Montpellier y señor de Omeladès. Hijo y sucesor de Guillermo VI de Montpellier y de Sibila de Mataplana se casó en 1157 con Matilde de Borgoña, hija de Hugo II de Borgoña.
Luchó junta a su padre Guillermo VI de Montpellier en los sitios de Almería y de Tortosa. De 1135 a 1155 fue prisionero del conde Ramón V de Tolosa. De 1159 a 1160 luchó contra el condado de Tolosa y tomó la villa de Cahors. Acogió al papa Alejandro III en Montpellier desde 1162 a 1165 y obtuvo su defensa contra las pretensiones de la República de Génova que aspiraba al monopolio de la navegación de altura en el Mediterráneo occidental; siguiendo esta política exterior, favoreció la alianza con la República de Pisa, rival de los genoveses. 
Fue tutor, junto a otros, del rey de Aragón y conde de Barcelona Alfonso que cuando accedió al trono en 1162 solo contaba con cinco años de edad. De hecho asistió a la asamblea reunida en Huesca el 11 de octubre de 1162 en la que se dio a conocer el testasmento sacramental de su padre Ramón Berenguer IV, fallecido el 6 de agosto de ese año.